# Stephen Maran
Stephen P. Maran é um astrônomo estadunidense.

## Obras
- Maran, Stephen (1991). The Astronomy and Astrophysics Encyclopedia. [S.l.]: John Wiley & Sons, Inc. ISBN 978-0471289418
- Maran, Stephen (2005). Astronomy for Dummies, 2nd Edition. [S.l.]: Wiley Publishing, Inc. ISBN 978-0-7645-8465-7
- Maran, Stephen (2009). Galileo's New Universe:The Revolution In Our Understanding of the Cosmos. [S.l.]: BenBella Books Inc. ISBN 978-1-933771-59-5